# Andrew Traucki
Andrew Traucki (* im 20. Jahrhundert) ist ein australischer Filmregisseur, Drehbuchautor und Filmproduzent, der vor allem im Tierhorrorgenre tätig ist.

## Leben und Karriere
Der Australier Andrew Traucki begann seine Filmkarriere in den 1990er Jahren, als er mit der Produktionsfirma Still Life Video die Fernsehserie Rocky Star und mehrere Musikvideos umsetzte. Im Anschluss arbeitete er bei Screen Australia und Create NSW als Entwicklungsleiter, im Zuge dessen er als Berater für zahlreiche Drehbuchautoren tätig war. Im Jahr 2006 gründete er seine eigene Produktionsfirma Mysterious Light, mit der er im Folgejahr sein Regiedebüt Black Water verwirklichte. Der Tierhorrorfilm erwies sich als Durchbruch für Traucki und wurde unter anderem für Inside-Film- und AFI-Awards nominiert. In der Folge blieb der Regisseur dem Survivalthriller treu und inszenierte 2010 den Haifilm The Reef – Schwimm um dein Leben, der unterer anderem auf mehreren internationalen Filmfestivals aufgeführt wurde. Zwei Jahre später war Traucki als Regisseur eines Segments des Horror-Episodenfilms The ABCs of Death tätig, ehe er im Jahr 2013 mit The Jungle – Es wird dich jagen! zum Survivalfilm zurückkehrte.
Im Zuge seiner Arbeit an The Jungle lernte Traucki den Comic-Künstler Mick Wannemacher kennen, mit dem er 2019 das Kinderbuch Mashed Myths! Greek Heroes veröffentlichte. Für das Werk über griechische Helden und Sagen fungierte Traucki unter anderem auch als Illustrator. Im Anschluss kehrte Traucki zum Film zurück und inszenierte mit Black Water: Abyss (2020) und The Reef: Stalked (2022) zwei Fortsetzung zu seinen eigenen Werken.
Traucki lebt in Sydney. Er hat einen Sohn, der Ende der 2000er Jahre geboren wurde. Neben seiner Arbeit in der Filmbranche ist Traucki auch im Online-Marketing tätig.

## Filmografie
- 1993: Rocky Star (Fernsehserie)
- 2007: Black Water
- 2010: The Reef – Schwimm um dein Leben (The Reef)
- 2012: Event Zero (Fernsehserie, Folge 1x07, nur Regie)
- 2012: The ABCs of Death (Segment G is for Gravity, nur Regie)
- 2013: The Jungle – Es wird dich jagen! (The Jungle)
- 2020: Black Water: Abyss (nur Regie)
- 2022: The Reef: Stalked